# Hamid Malibeyli
Malibeyli Hamid (en azéri: Malıbəyli Həmid; son vrai nom : Həmid İmamqulu oğlu Qurbanov ; né en 1869 à Malibeyli, district de Choucha et mort le 22 mars 1922 à Aghdam) est un auteur-compositeur-interprète et artiste azerbaïdjanais des XIXe et XXe siècles, représentant de l'école de mugham du Karabakh.

## Activité artistique
Pendant un certain temps il travaille comme cocher, puis rejoint le "Khanandaler madjlisi" organisé par Hadji Husu, où il apprend les mughams classiques orientaux et azerbaïdjanais. Hamid apprend aussi à jouer du tar. Son premier professeur de tar est Sadigdjan.
Hamid chante lors des soirées à Choucha. Sa première représentation a lieu lors de la rencontre des artistes. Après son discours à cette réunion, Hamid est souvent invité à des célébrations publiques. Il joue aux mariages et des rassemblements publics avec les musiciens Djavadbey Khanazayski, Machadi Zeynal, Arsen Yaramishev et plus tard avec Machadi Djamil Amirov et Gourban Pirimov.
Malibeyli Hamid est également acteur. Son nom figure sur des affiches des spectacles d'opéra tels que Leyli et Majnun d'Uzeyir Hadjibeyov, Seyfal-Mulk de Machadi Djamil Amirov.
En 1910, Hamid Malibeyli, invité par la société "Gramophone", se rend à Riga et enregistre sa voix sur un disque de gramophone. Il interprète Shur, Rast, Yetim Segah, Humayun et d'autres chansons, et joue du tar. 
Plus tard, Hamid Malibeyli perd la voix, mais continue de jouer du tar.